# La Chapelle-Blanche (Côtes-d’Armor)
La Chapelle-Blanche település Franciaországban, Côtes-d’Armor megyében. Lakosainak száma 211 fő (2022. január 1.). La Chapelle-Blanche Caulnes, Guitté, Saint-Jouan-de-l’Isle, Médréac és Quédillac községekkel határos.

## Népesség
A település népességének változása:
| Lakosok száma | 236  | 180  | 169  | 210  | 186  | 197  | 206  | 210  | 210  | 211  |
|               | 1968 | 1982 | 1990 | 2006 | 2013 | 2015 | 2017 | 2019 | 2020 | 2022 |